# Nacional Atlético Clube (Porto Alegre)
O Nacional Atlético Clube foi um clube brasileiro de futebol, sediado na cidade de Porto Alegre, capital do Estado do Rio Grande do Sul. Suas cores eram vermelho e preto.

## História
O Nacional foi fundado no dia 19 de setembro de 1937, como Departamento Desportivo da Viação Ferrea, por funcionários da Rede Ferroviária de Porto Alegre. Passou a se chamar Nacional Atlético Clube a partir de 1940.
Seu primeiro estádio foi o campo da Rua Arlindo; com a má situação financeira do Fussball Club Porto Alegre, o Nacional adquiriu o Estádio da Chácara das Camélias por 178 mil cruzeiros, em 1942. O clube encerrou suas atividades em 1959, um ano após que outros clubes tradicionais da cidade (Renner e Força e Luz).

## Títulos

### Estaduais
- Campeonato da 2ª Divisão de Porto Alegre: 1941.
- Torneio Início: 1950.

## Ídolos
- Tesourinha
- Bodinho